# 源為基
源 為基（みなもと の ためもと、生没年不詳）は、平安時代後期の武将。信濃守源為公の子。兄弟に中津乗為衡、伊那為扶、依田為実、村上為邦、堤為氏らがあり、子に片切為行がいる。通称は片切源八。蔵人大夫と称し、蔵人であった（『尊卑分脈』）。片切氏の祖。その支流に飯嶋氏、赤須氏、大嶋氏、岩間氏、名子氏、片桐氏（近江）、三沢氏（出雲）などがいる。
父為公より信濃国伊奈郡における勢力の一部（片切郷・飯嶋郷・大嶋郷・名子郷・赤須郷）を継承し郡内に入部し、片切郷に住したとされる。『尊卑分脈』には「蔵人大夫」との記述があり、これに従えば都で活動した時期を有し叙爵していたことになる。